# 叙州 (四川)
叙州，北宋时始置，辖区在今四川省境内。治所在今宜宾市。
政和四年（1114年）改戎州置为叙州，治所在宜宾县（今宜宾市东北），南宋咸淳三年（1267年）徙治登高山。元朝至元十二年（1275年），郭汉杰挈城归附元朝。至元十三年（1276年），还旧治三江口。属梓州路，后属潼川府路，辖境相当今四川省宜宾、南溪、屏山等市县地。
至元十八年（1281年）升为叙州路。领二州（富顺州、高州），四县：宜宾县、庆符县、南溪县、宣化县。明朝洪武六年六月，改为叙州府。清朝时管辖四川省大凉山和雷波县以东，富顺县以南，隆昌县和兴文县以西。1913年废除。